# Герб комуни Лерум
Герб комуни Лерум (швед. Lerums kommunvapen) — символ шведської адміністративно-територіальної одиниці місцевого самоврядування комуни Лерум. 

## Історія
Герб комуни офіційно зареєстровано 1982 року.

## Опис (блазон)
У золотому полі чорна голова вола анфас з червоним язиком, у червоній главі — три золоті дубові листки.

## Зміст
Сюжет герба з волом походить з печатки 1563 року гераду (територіальної сотні) Веттле. Віл символізує торгівлю худобою. Три дубові листки уособлюють три адміністративні одиниці, які були об'єднані в комуну Лерум у 1969 році.      